# Rüdiger von der Goltz
Gustav Adolf Joachim Rüdiger von der Goltz (8 de dezembro de 1865 – 4 de novembro de 1946) foi um general do exército alemão durante a Primeira Guerra Mundial. Após a Primeira Guerra Mundial, ele foi o comandante da Baltische Landeswehr alemã, que teve um papel fundamental na derrota dos bolcheviques russos e seus aliados locais na Finlândia (1918) e Letônia (1919), mas eventualmente não obtiveram sucesso em manter controle alemão sobre os países bálticos.